# Semmelweis Egyetem Pszichiátriai és Pszichoterápiás Klinika épülete
A Semmelweis Egyetem Pszichiátriai és Pszichoterápiás Klinikája, korábbi nevén Elmekórtani Klinika egy nagy múltú budapesti egészségügyi intézmény.

## Története
A Budapest józsefvárosi úgynevezett külső klinikai tömb épületeként a Balassa János utca 6. szám alatt 1906 és 1908 között Korb Flóris és Giergl Kálmán tervei alapján felépült Elmekórtani Klinika Moravcsik Ernő Emil professzor elképzeléseinek megfelelően lett kialakítva. Moravcsik mestere Laufenauer Károly nyomán azon igyekezett munkálkodni, hogy az elme- és idegproblémákkal küzdő betegek megfelelő intézményben kaphassanak esélyt a gyógyításra. Ez meg is valósult az új, 160 betegre tervezett korszerű épületegységben.
Az intézmény megnyitásával kapott egyetemi rangot az elme- és ideggyógyászat oktatása Magyarországon.

## Egyéb szakirodalom
- A Balassa utcai klinikák 100 éve. Szemelvények az intézmény történetéből 1908-2008, Semmelweis Kiadó, Budapest, 2008, ISBN 978-963-9879-14-0
- Pestessy József: Józsefvárosi orvosok, kórházak, klinikák, Budapest Józsefvárosi Önkormányzat, Budapest, 2002